# The Ultimate Sin
The Ultimate Sin – czwarty album studyjny brytyjskiego wokalisty i dawnego członka grupy Black Sabbath, Ozzy’ego Osbourne’a. Płyta została wydana 22 lutego 1986 roku.

## Lista utworów
1. „The Ultimate Sin” - 3:43
2. „Secret Loser” - 4:08
3. „Never Know Why” - 4:28
4. „Thank God for the Bomb” - 3:53
5. „Never” - 4:18
6. „Lighting Strikes” - 5:13
7. „Killer of Giants” - 5:41
8. „Fool Like You” - 5:19
9. „Shot in the Dark” - 4:16

## Twórcy
- Ozzy Osbourne - wokal
- Jake „E” Lee - gitara
- Phil Soussan - gitara basowa
- Randy Castillo - perkusja